# NGC 5451
NGC 5451 је део галаксије (на пример сјајан HII регион) у сазвежђу Велики медвед која се налази на NGC листи објеката дубоког неба.
Деклинација објекта је + 54° 21' 49" а ректасцензија 14h 2m 36,5s. Привидна величина (магнитуда) објекта NGC 5451 износи 11,2.